# 이병규 (1974년)
이병규(李炳圭, 1974년 12월 8일 (음력 10월 25일) ~ )는 전 KBO 리그 LG 트윈스의 외야수, 지명타자이자, 현재는 LG 트윈스의 2군 감독이다. 1974년생 동갑내기 부인인 류재희 씨와 그의 아들은 KBO 리그 SSG 랜더스의 외야수인 이승민이다. 
입단 첫 해인 1997년 3할대 타율, 7홈런, 69타점으로 신인왕을 수상했다. 또한 1997년을 시작으로 2005년까지 외야수 부문 골든 글러브를 모두 6차례 수상했으며, 1999년(192개), 2000년(170개), 2001년(167개), 2005년(157개) 등 통산 4차례와 최다 안타 부문 1위, 2005년에는 타격왕에 올랐다. 그리고 1999년에는 30홈런, 31도루를 기록해 30-30 클럽에 가입했다.
2006년 시즌 후 FA 자격을 얻어 그 해 12월에 선동열, 이상훈, 이종범에 이어 대한민국 야구 선수로는 4번째로 일본 프로 야구 센트럴 리그 팀 주니치 드래건스에 입단했다.
2017년 현역에서 은퇴 후 그 해 5월에 그의 등번호 9번은 LG에서 역대 2번째로 영구 결번됐으며, 7월 9일에 은퇴식을 가졌다.

## 선수 시절

### 한국 프로야구 시절

#### LG 트윈스1기
1997년 LG 트윈스의 1차 지명을 받아 입단하였다. 입단 첫 해에 3할대 타율, 23도루로 신인왕을 차지했다. 1999년에 3할대 타율, 30홈런, 31도루를 기록하며 30-30 클럽에 가입했고, 서울종합운동장 야구장을 쓰는 구단 선수 중 유일한 30-30 클럽 선수가 됐다. 또한 192안타로 최다 안타왕에도 올랐다. 2005년에는 생애 첫 타격왕에 올랐다. 김성근이 백인천 이후로 4할 타자가 다시 나온다면 그 주인공은 그일 것이라고 할 정도로 타격 재능이 뛰어나다는 평가를 받았다. 부상으로 출전을 거의 못한 2003년을 제외하면 언제나 2할 9푼 ~ 3할 초중반의 타율을 오가는 컨택형 타자였다.

### 일본 프로야구 시절

#### 주니치 드래건스시절
2006년 FA 자격을 얻은 후 일본 프로 야구 진출을 선언, 주니치 드래건스와 계약했다. 2007년 일본 시리즈 우승에 기여했으며, 데뷔 첫 우승을 달성했다. 2008년에는 16홈런을 기록했다. 2009년 시즌 후 주니치와의 계약이 만료됐고, 2010년 1월 8일에 LG 트윈스로 복귀했다.

### 한국 프로야구 복귀

#### LG 트윈스복귀
2010년에 2년 간 총액 9억원에 계약하며 복귀했다. 시즌 초 3월의 11타석을 제외하고 극도의 부진에 빠지며 2할 초반대의 타율에 허덕였으나 5월과 6월에는 3할 중반대의 원래 모습을 보여줬다. 7월에 또 다시 2할 극초반대의 타율을 보였으나 시즌 2할대 타율, 9홈런, 64타점으로 무난한 복귀 시즌을 보냈다.
2011년 시즌은 3할대 타율, 16홈런을 기록했으며, 이후 외야수 부문 골든 글러브 후보에 올랐지만 기자 투표에서 이용규에게 밀려 수상에 실패했다.
2012년 선수들과 코치진의 투표로 주장에 선임됐고, 삼성 라이온즈와의 개막전에서 차우찬을 상대로 만루 홈런을 치는 등 활약을 이어갔다.
2012년 6월 1일 한화전에서 역대 3번째 한일 통산 2000안타를 달성했다.
2013년에는 햄스트링 부상으로 재활하느라 5월에 복귀했으며, 98경기에 출장했다. 그 해 7월 5일 넥센 히어로즈전에서 KBO 리그 역대 최고령 사이클링 히트를 기록했다.
2013년 7월 9일 NC 다이노스전에서 4타수 4안타를 치며 KBO 리그 역대 4번째 통산 1,900안타를 달성했다.
사이클링 안타를 포함해 2013년 7월 3일에서 7월 10일까지 4경기에서 10타수 10안타로 KBO 신기록을 달성했다. 햄스트링 부상 복귀 후 꾸준한 타격감을 보여주며 타격왕을 차지했다. 시즌 후 지명타자 부문 골든 글러브를 수상했다.
2013년 시즌 후 2번째 FA 자격을 얻어 3년 총액 25억 5,000만원(연봉 8억원, 계약금 1억 5,000만원)의 조건으로 LG에 잔류했다.
2014년부터는 당시 감독이었던 양상문의 리빌딩 체제에 따라 젊은 선수들을 주전으로 기용해 출전 횟수가 급격히 줄었다. 2할대 타율, 2홈런으로 성적이 많이 하락했지만 플레이오프 3차전에서 대타로 나왔다. 2015년에는 출전 횟수가 더 줄었으며 성적도 최악으로 떨어졌지만 팬들은 오히려 더 큰 응원을 보냈으며, 이에 힘입어 두산 베어스전에서 3점 홈런을 쳐 냈다.
2016년에는 2군에서 4할 타율을 기록하는 등 좋은 모습을 보였으나 1군 경기에 출전하지 못했고, 2016년 10월 8일 시즌 최종전에 1군에 등록돼 대타로 나와 더스틴 니퍼트를 상대로 안타를 기록했다. 이는 그의 선수로서 마지막 타석이자 마지막 안타가 됐다.
2016년 11월 24일 보류 선수 명단 제출 마감일을 하루 앞두고 LG 트윈스에 은퇴 의사를 밝혔다.

## 야구선수 은퇴 후
JTBC에서 2017년 WBC 해설을 맡으며 해설 위원으로 데뷔했고, 2017년 정규 시즌부터 kt 위즈 감독으로 부임한 김진욱의 후임으로 스카이 스포츠의 야구 해설위원을 맡았다.
2018년부터 LG 트윈스의 타격코치로 활동했고, 2021년 LG 트윈스의 타격이 부진하자 2군 야수담당코치를 맡게 됐다.
2022년 시즌 후 LG 트윈스와 결별하고 질롱 코리아의 감독을 맡았으며, 감독 대행으로 활동하다가 정식 감독으로 선임된 박진만의 부름을 받아 삼성 라이온즈의 수석코치로 영입됐으나 2024년 전반기를 5연패로 마감하자 전반기 종료 후 2군 감독으로 보직 변경됐다.
2024 시즌을 마치고 삼성과 재계약하지 않은 후, LG 트윈스의 2군 감독으로 영입됐다.

## 국가대표 경력
- 1996년 애틀랜타 올림픽
- 1998년 방콕 아시안 게임
- 2000년 시드니 올림픽
- 2002년 부산 아시안 게임
- 2006년 WBC
- 2006년 도하 아시안 게임

## 별명
- 발이 빨라 '적토마'라고 불린다.
- 라면 사러 가듯이 수비를 한다 해서 '라뱅'이라고 불린다.

## 출신 학교
- 서울청구초등학교
- 서대문중학교
- 장충고등학교
- 단국대학교 체육교육학과 93학번

## 등번호

### 선수 시절
- '9' (1997년 ~ 2006년, 2010년 ~ 2016년) - LG 트윈스 시절
- '7' (2007년 ~ 2009년) 주니치 드래건스 시절

### 코치 시절
- '91' (2018년) - LG 트윈스 코치 시절
- '9' (2019년 ~ 2022년) - LG 트윈스 코치 시절
- '79' (2023년 ~ ) - 삼성 라이온즈 코치 시절

## 응원가
- 등장곡은 영국의 록 밴드인 QUEEN의 'I Was Born To Love You'를 사용한다. 이는 그가 안타를 치고 출루를 한 후에도 이 음악이 나왔다. 응원가는 육성 응원으로 'LG의 이병규! LG의 이병규! LG의 이병규! 안타 안타 안타 안타 이병규'를 사용한다. 이는 그가 일본에 진출하기 전부터 사용하던 응원가였고, 그가 잠시 주니치에서 활동했던 2009년에는 FA를 선언해 LG 트윈스로 이적한 이진영이 이 응원가를 사용했다.

## 개인 기록 및 수상
- KBO 리그 최고령 사이클링 히트(만 38세 8개월 10일)
- 연타석 최다 안타(10안타)
- 1998년, 2002년 아시안 게임 금메달
- 2000년 하계 올림픽 동메달

## 연도별 성적
| 연 도           | 소 속           | 나 이           | 출 장 | 타 석 | 타 수 | 득 점 | 안 타 | 2 루 타 | 3 루 타 | 홈 런 | 타 점 | 도 루 | 도 실 | 볼 넷 | 삼 진 | 타 율 | 출 루 율 | 장 타 율 | O P S | 루 타 | 병 살 타 | 몸 맞 | 희 타 | 희 플 | 고 4 |
| --------------- | --------------- | --------------- | ----- | ----- | ----- | ----- | ----- | ------- | ------- | ----- | ----- | ----- | ----- | ----- | ----- | ----- | -------- | -------- | ----- | ----- | -------- | ----- | ----- | ----- | ---- |
| 1997            | LG              | 23              | 126   | 550   | 495   | 82    | 151   | 31      | 8       | 7     | 69    | 23    | 5     | 43    | 50    | .305  | .368     | .442     | .810  | 219   | 6        | 8     | 1     | 3     | 3    |
| 1998            | LG              | 24              | 124   | 544   | 499   | 75    | 139   | 31      | 5       | 9     | 67    | 11    | 6     | 36    | 47    | .279  | .329     | .415     | .744  | 207   | 13       | 3     | 3     | 3     | 1    |
| 1999            | LG              | 25              | 131   | 599   | 550   | 117   | 192   | 43      | 8       | 30    | 99    | 31    | 3     | 34    | 65    | .349  | .394     | .620     | 1.014 | 341   | 11       | 9     | 2     | 4     | 6    |
| 2000            | LG              | 26              | 129   | 595   | 527   | 99    | 170   | 28      | 1       | 18    | 99    | 14    | 8     | 52    | 91    | .323  | .383     | .482     | .865  | 254   | 15       | 5     | 2     | 9     | 4    |
| 2001            | LG              | 27              | 133   | 607   | 542   | 107   | 167   | 30      | 4       | 12    | 83    | 24    | 8     | 54    | 69    | .308  | .373     | .445     | .818  | 241   | 10       | 4     | 4     | 3     | 6    |
| 2002            | LG              | 28              | 109   | 444   | 389   | 54    | 114   | 25      | 0       | 12    | 43    | 9     | 6     | 50    | 57    | .293  | .375     | .450     | .825  | 175   | 6        | 2     | 1     | 2     | 12   |
| 2003            | LG              | 29              | 44    | 178   | 154   | 20    | 43    | 9       | 2       | 5     | 30    | 1     | 3     | 21    | 23    | .279  | .365     | .461     | .826  | 71    | 0        | 1     | 0     | 2     | 4    |
| 2004            | LG              | 30              | 129   | 562   | 496   | 95    | 160   | 26      | 2       | 14    | 64    | 8     | 4     | 50    | 72    | .323  | .397     | .468     | .865  | 232   | 14       | 12    | 3     | 1     | 1    |
| 2005            | LG              | 31              | 119   | 517   | 466   | 62    | 157   | 24      | 2       | 9     | 75    | 10    | 6     | 34    | 62    | .337  | .388     | .455     | .843  | 212   | 10       | 9     | 1     | 7     | 1    |
| 2006            | LG              | 32              | 120   | 515   | 478   | 51    | 142   | 29      | 1       | 7     | 55    | 3     | 2     | 31    | 65    | .297  | .344     | .406     | .750  | 194   | 8        | 4     | 1     | 1     | 5    |
| 2007            | 주니치          | 33              | 132   | 508   | 478   | 43    | 125   | 23      | 1       | 9     | 46    | 0     | 2     | 23    | 108   | .262  | .295     | .370     | .665  | 177   | 8        | 1     | 3     | 3     | 3    |
| 2008            | 주니치          | 34              | 105   | 448   | 418   | 40    | 106   | 16      | 2       | 16    | 65    | 1     | 2     | 23    | 93    | .254  | .293     | .416     | .710  | 174   | 13       | 1     | 5     | 1     | 0    |
| 2009            | 주니치          | 35              | 28    | 107   | 101   | 14    | 22    | 3       | 0       | 3     | 8     | 0     | 0     | 5     | 33    | .218  | .255     | .337     | .591  | 34    | 4        | 0     | 1     | 0     | 0    |
| 2010            | LG              | 36              | 117   | 451   | 404   | 49    | 117   | 14      | 1       | 9     | 64    | 3     | 4     | 36    | 53    | .290  | .345     | .396     | .741  | 160   | 11       | 1     | 4     | 6     | 5    |
| 2011            | LG              | 37              | 127   | 519   | 485   | 64    | 164   | 24      | 0       | 16    | 75    | 2     | 1     | 28    | 47    | .338  | .375     | .487     | .862  | 236   | 10       | 2     | 2     | 2     | 1    |
| 2012            | LG              | 38              | 118   | 455   | 420   | 52    | 126   | 25      | 1       | 5     | 41    | 5     | 7     | 22    | 58    | .300  | .333     | .400     | .733  | 168   | 18       | 2     | 5     | 6     | 1    |
| 2013            | LG              | 39              | 98    | 401   | 374   | 39    | 130   | 19      | 3       | 5     | 74    | 2     | 2     | 22    | 40    | .348  | .384     | .455     | .839  | 170   | 10       | 2     | 0     | 3     | 2    |
| 2014            | LG              | 40              | 62    | 207   | 195   | 23    | 49    | 6       | 0       | 2     | 25    | 1     | 1     | 8     | 21    | .251  | .288     | .313     | .601  | 61    | 5        | 2     | 2     | 0     | 0    |
| 2015            | LG              | 41              | 54    | 102   | 96    | 3     | 21    | 7       | 0       | 1     | 9     | 0     | 0     | 5     | 18    | .219  | .255     | .323     | .578  | 31    | 4        | 0     | 0     | 1     | 0    |
| 2016            | LG              | 42              | 1     | 1     | 1     | 0     | 1     | 0       | 0       | 0     | 0     | 0     | 0     | 0     | 0     | 1.000 | 1.000    | 1.000    | 2.000 | 1     | 0        | 0     | 0     | 0     | 0    |
| KBO 통산 : 17년 | KBO 통산 : 17년 | KBO 통산 : 17년 | 1741  | 7247  | 6571  | 992   | 2043  | 371     | 38      | 161   | 972   | 147   | 66    | 526   | 838   | .311  | .365     | .452     | .818  | 2973  | 151      | 66    | 31    | 53    | 52   |
| NPB 통산 : 3년  | NPB 통산 : 3년  | NPB 통산 : 3년  | 265   | 1063  | 997   | 97    | 253   | 42      | 3       | 28    | 119   | 1     | 4     | 51    | 234   | .254  | .290     | .386     | .676  | 385   | 25       | 2     | 9     | 4     | 3    |

- 시즌 기록 중 굵은 글씨는 해당 시즌 최고 기록

## 같이 보기
- KBO 리그 개인 통산 최다 안타